# Warning Forever
Warning Forever — бесплатная любительская компьютерная игра в жанре «маниакального» фиксированного шутера для Windows. Разработана человеком, подписывающимся как Хикодза (яп. ひこざ), и выпущена под маркой его фирмы по разработке ПО (Hikware) в 2003 году.

## Игровой процесс
Вся игра состоит из сражения с одним боссом. Доступно пять режимов игры. В основном режиме для прохождения уровня игрок должен победить босса за отведённое время. Изначально в запасе у игрока есть 180 секунд. При прохождении уровня добавляется 30 секунд, при попадании в игрока отнимается 20 секунд. Игра заканчивается, когда заканчивается отведённое время. Другие режимы имеют другие условия окончания игры — без лимита времени, но с ограниченным числом попаданий в игрока (три или одно); пять минут без добавления и уменьшения времени; игра с любыми условиями по выбору игрока.
В каждом уровне босс эволюционирует в зависимости от тактики, применявшейся игроком в предыдущем уровне. В первом уровне он состоит из одного ядра, впоследствии дополняющегося различными частями - бронёй и разным оружием, таким как пушки, лазеры и самонаводящиеся ракеты. Например, если была уничтожена передняя броня босса, его следующая версия будет иметь усиленную переднюю броню. Если боссу удалось поразить игрока определённым оружием, его следующая версия может иметь больше оружия этого вида. Таким образом, игрок вынужден всё время менять тактику сражения.
В игре отсутствуют призы, улучшающие оружия игрока. Единственным оружием игрока является скорострельная пушка, работающая в двух разных режимах. В первом режиме вся огневая мощь концентрируется в одной точке перед кораблём игрока. Во втором режиме в зависимости от перемещения корабля игрока по экрану изменяется направление стрельбы и ширина «веера» снарядов. Корабль игрока имеет типичную для «маниакальных» шутеров уменьшенную область поражения, при попадании в которую корабль взрывается, что позволяет маневрировать в плотном потоке пуль противника.

## Оформление
Графика игры выполнена в абстрактном стиле, с чёрно-зелёной монохромной цветовой гаммой. Похожая графика впоследствии была использована в инди-игре Battleships Forever, представляющей собой космическую стратегию реального времени.
В игре присутствуют звуковые эффекты, но отсутствует музыка. Игрок может использовать внешние файлы с музыкой.

## Отзывы
На сайте Download.com игра получила редакторский рейтинг в пять звёзд и комментарий "Warning Forever привлечёт почти любого игрока, интересующегося космическими стрелялками". Коллектив Computer Gaming World, пишущий для блога 1up.com, посвящённого играм, назвал игру "одним из самых увлекательных платформенных шутеров". Зак Парсонс (Zack Parsons) из Something Awful похвалил игру за графику и игровой процесс, отметив среди её недостатков "она никогда не кончается" и "серьёзно, вы потеряете работу из за этой игры". В 2006 году игра демонстрировалась в Австралийском Центре Киноискусства в ретроспективе "Game On", посвящённой играм.